# شريك!
شريك! هو كتاب مصور فنتازيا للكاتب وليام شتيج نشرت لأول مرة في 17 أكتوبر 1990.